# Cordel (Einheit)
Der Cordel, auch mit Schnur und Cuerda bezeichnet, war ein altes spanisches Längenmaß.
Trotz eines Gesetzes vom 19. Juli 1849 und der unterschiedlichen Termine (Januar 1855 und 1859) zur  Einführung des Französischen Maß- und Gewichtssystem hielten sich viele alte Maße in Spanien, auf Kuba und spanisch beeinflussten Südamerika. Der Cordel war von der  Elle, auch Vara genannt, abhängig. 
- Eine Vara war 0,8350050 Meter, woraus folgt, dass 1 Meter gleich 1,196308 Vara war.

Hier handelt sich um die Vara de Burgos, der kastilischen Vara.
- 1 Cordel = 8,25 Varas = 24,75 Pies, es wurden auch ortsabhängig 25 Pies gerechnet.
- auf Kuba: 1 Cordel = 24 Vara = 72 Fuß = 20,3448 Meter